# Coupe de France 1920/21
Der Wettbewerb um die Coupe de France in der Saison 1920/21 war die vierte Ausspielung des französischen Fußballpokals für Männermannschaften. Für die Teilnahme meldeten 202 Vereine – nahezu doppelt so viele wie im Vorjahr.
Titelverteidiger war CA Paris, der diesmal allerdings das Viertelfinale nicht überstand. Bei seiner ersten Endspielteilnahme wurde Red Star AC Paris auf Anhieb Gewinner des Pokals. Die inzwischen nach Saint-Ouen, an die nördliche Peripherie der Stadt, umgezogene und deshalb zunehmend auch als Red Star Audonien bezeichnete Mannschaft bezwang den Sieger der ersten Austragung von 1917/18, Olympique Paris. Wie bei der damaligen Premiere handelte es sich auch in dieser Saison wieder um ein „Duell Paris gegen die Provinz“: Drei der vier Halbfinalisten waren Hauptstadtklubs. Für Olympique war dies die dritte und bis ins 21. Jahrhundert letzte Endspielteilnahme.
Nach den auf regionaler Ebene vom Landesverband Fédération Française de Football Association organisierten Qualifikationsrunden trat der Wettbewerb im November 1920 mit dem Zweiunddreißigstelfinale in seine „heiße Phase“. Eine Pokalkommission setzte rundenweise sämtliche Begegnungen fest, wobei Fragen der Reisedistanzen im großflächigen Frankreich ebenso eine Rolle spielten wie die Qualität der an den jeweiligen Orten vorhandenen Spielstätten und der Infrastruktur. Dabei wurde auch das Heimrecht festgelegt. Endete eine Begegnung nach Verlängerung unentschieden, wurde ein Wiederholungsspiel auf dem Platz des Gegners ausgetragen.

## Zweiunddreißigstelfinale
Spiele am 7., Wiederholungsmatch am 21. November 1920
| - US Tourcoing – SC Choisy-le-Roi 5:0 - Olympique Marseille – AS Cannes 0:1 n. V. - Section Burdigalienne Bordeaux – FC Cette 2:5 - FC Dieppe – CA Vitry 1:0 n. V. - Le Havre AC – Gallia Club Paris 3:1 - CA du Rosaire Paris – Stade Le Havre 1:2 - RC Strasbourg – AS Française Paris 0:2 - FEC Levallois – AS Creil 5:0 - SC Sélestat – CS des Terreaux Lyon 2:5 - Stade Raphaëlois – SO Montpellier 2:2 n. V., 0:1 - CA Metz – Lyon OU 5:3 - Olympique Paris – VS Sens 9:0 - FC Thonon – AS Strasbourg 0:7 - US Saint-Servan – SCO Angers 5:0 - Red Star AC Paris – Lutetia SC Paris 6:0 - SC Tourcoing – JA Saint-Ouen 1:3 | - OSC Boulogne – Club des X 6:1 - Stade Saint-Brieuc – Stade Laval 1:0 n. V. - CA Paris – Raincy Sports 3:0 - AS Cherbourg-Stella – FC Rouen 1:4 - Alliance Vélo Sportive Auxerre – Stade Français Paris 0:5 - Racing Club de France – US Forbach 6:0 - CASG Paris – AS Cheminots Rennes 3:0 - Lille Olympique – US Suisse Paris 1:2 n. V. - FC Lyon – SA Provençaux 3:2 - US Belfort – Cercle Nageurs Lyon 6:0 - Racing Calais – AS Amicale Paris 3:1 - L’Armoricaine Brest – CS Rennes 1:0 - AF La Garenne-Colombes – Racing Roubaix 2:0 - Bordeaux AC – US Le Mans 1:0 - Stade Nantes UC – VGA du Médoc 0:4 - Club Français Paris – Stade Bordeaux UC 2:4 |

## Sechzehntelfinale
Spiele am 5. Dezember 1920
| - AS Cannes – SO Montpellier 3:2 - FC Cette – Bordeaux AC 4:0 - FC Dieppe – CASG Paris 0:2 - Stade Le Havre – US Suisse Paris 2:3 - AS Française Paris – OSC Boulogne 5:1 - CS des Terreaux Lyon – US Belfort 1:2 - AS Strasbourg – Olympique Paris 0:2 - US Saint-Servan – L’Armoricaine Brest 6:0 | - JA Saint-Ouen – Le Havre AC 2:1 n. V. - Stade Saint-Brieuc – Red Star AC Paris 1:3 - FC Rouen – CA Metz 4:1 - Stade Français Paris – US Tourcoing 0:1 - FC Lyon – CA Paris 1:5 - Racing Calais – FEC Levallois 2:1 - VGA du Médoc – AF La Garenne-Colombes 6:0 (a) - Stade Bordeaux UC – Racing Club de France 0:4 |

## Achtelfinale
Spiele am 9. Januar 1921
| - AS Cannes – JA Saint-Ouen 6:4 - CASG Paris – Racing Calais 2:3 n. V. - US Suisse Paris – AF La Garenne-Colombes 2:0 - US Belfort – Red Star AC Paris 0:3 | - Olympique Paris – FC Cette 2:0 - US Saint-Servan – CA Paris 1:3 - FC Rouen – Racing Club de France 1:4 - US Tourcoing – AS Française Paris 2:1 |

## Viertelfinale
Spiele am 13. März 1921
| - Racing Calais – US Tourcoing 0:2 - Red Star AC Paris – AS Cannes 4:0 | - CA Paris – Olympique Paris 1:2 - Racing Club de France – US Suisse Paris 4:2 |

## Halbfinale
Spiele am 3. April 1921
| - US Tourcoing – Olympique Paris 2:3 n. V. | - Racing Club de France – Red Star AC Paris 3:4 |

## Finale
Spiel am 24. April 1921 im Stade Pershing in Paris vor 18.000 Zuschauern
- Red Star AC Paris – Olympique Paris 2:1 (0:0)

### Mannschaftsaufstellungen
Auswechslungen waren damals nicht möglich; die meisten französischen Vereine hatten in dieser Zeit noch keine fest angestellten Trainer.
Red Star Paris: Pierre Chayriguès – Maurice Meyer, Lucien Gamblin  – Raoul Marion, François Hugues, Philippe Bonnardel – Émile Bourdin, Juste Brouzes, Paul Nicolas, Marcel Naudin, Robert Clavel
Olympique Paris: Maurice Cottenet – Eugène Langenove, Jules Huysmans – Paul Baron, Antoine Parachini, Georges Haas – Jules Dewaquez, Antoine Rouches, Paul Landauer, Louis Darques , Henri Rebut
Schiedsrichter: Marcel Slawick (Paris)

### Tore
1:0 Clavel (53.)

2:0 Naudin (77.)

2:1 Landauer (78.)

### Besondere Vorkommnisse
Dieses Jahr sahen die bis zu diesem Zeitpunkt mit Abstand meisten Zuschauer das Pokalfinale; die Höchstmarke stand bis dahin bei 10.000 Besuchern des Endspiels 1919. Sie bekamen ein Aufgebot von 13 Nationalspielern in einer sehr offenen Begegnung geboten, von denen sechs keine zwei Wochen später an gleicher Stätte an Frankreichs erstem Sieg über England beteiligt waren. Herausragend war Torwart Pierre Chayriguès, der eine Vielzahl gefährlicher Schüsse von Olympiques Angreifern abwehren konnte, darunter auch einen Strafstoß von Jules Dewaquez in der Schlussphase des Spiels (88. Minute). Red Stars Juste Brouzes schied in der 2. Halbzeit verletzt aus.
Dieses erst vierte Endspiel der Wettbewerbsgeschichte war für die Olympique-Stürmer Jules Dewaquez, Louis Darques und Paul Landauer jeweils bereits ihr drittes nach 1918 und 1919.